# Sheffield United Football Club 2015-2016

## Rosa
Rosa aggiornata al 2 marzo 2016.
| N. |                        | Ruolo | Calciatore      |
| -- | ---------------------- | ----- | --------------- |
| 1  | Inghilterra (bandiera) | P     | Mark Howard     |
| 5  | Inghilterra (bandiera) | D     | John Brayford   |
| 6  | Inghilterra (bandiera) | C     | Chris Basham    |
| 7  | Scozia (bandiera)      | C     | Ryan Flynn      |
| 8  | Scozia (bandiera)      | C     | Paul Coutts     |
| 10 | Inghilterra (bandiera) | A     | Billy Sharp     |
| 11 | Inghilterra (bandiera) | C     | Jose Baxter     |
| 14 | Inghilterra (bandiera) | C     | Matt Done       |
| 17 | Inghilterra (bandiera) | D     | Martyn Woolford |
| 18 | Inghilterra (bandiera) | A     | Conor Sammon    |
| 19 | Scozia (bandiera)      | D     | Jay McEveley    |
| 22 | Inghilterra (bandiera) | C     | Louis Reed      |

| N. |                        | Ruolo | Calciatore            |
| -- | ---------------------- | ----- | --------------------- |
| 24 | Italia (bandiera)      | A     | Diego De Girolamo     |
| 25 | Inghilterra (bandiera) | P     | George Long           |
| 26 | Inghilterra (bandiera) | D     | Terry Kennedy         |
| 27 | Inghilterra (bandiera) | C     | Dominic Calvert-Lewin |
| 28 | Inghilterra (bandiera) | D     | Callum McFadzean      |
| 29 | Inghilterra (bandiera) | A     | Che Adams             |
| 30 | Inghilterra (bandiera) | D     | Kieran Wallace        |
| 32 | Inghilterra (bandiera) | D     | Harrison McGahey      |
| 33 | Belgio (bandiera)      | C     | Florent Cuvelier      |
| 34 | Canada (bandiera)      | C     | David Edgar           |
| 35 | Inghilterra (bandiera) | C     | Dean Hammond          |
| 36 | Inghilterra (bandiera) | C     | Benjamin Whiteman     |